# SIMO
SIMO (acrònim de Salón Informativo de Material de Oficina, en català Saló Informatiu de Material d'Oficina) és actualment una fira internacional d'informàtica, multimèdia i comunicacions. Té lloc tots els novembres als recintes d'Ifema (actualment Recinto Ferial Juan Carlos I, en català Recinte Ferial Joan Carles I) de Madrid, (Espanya).
El SIMO TCI se celebra anualment des del 1961 una setmana a l'any, el novembre. Actualment compta amb la presència de les empreses més importants del sector com IBM, Panda Software, Symantec, SuSE Linux, Microsoft i moltes altres empreses.

## Dades de la fira
L'edició del 2005 representa la número 45 i la del 2006 la número 46. La del 2006 es realitzarà entre el 7 de novembre i el 12 de novembre de 2006.